# Cyperus deamii
Cyperus deamii är en halvgräsart som beskrevs av O'neill. Cyperus deamii ingår i släktet papyrusar, och familjen halvgräs. Inga underarter finns listade i Catalogue of Life.